# Вернон Тродон, Том 3
Вернон Тродон, Том 3 (фр. Vernon Subutex, 3) је трећи и последњи том истоименог циклуса који је написала Виржини Депaнт током периода 2015-2017. Роман се појавио 24. маја 2017. године у издању Grassetа, две године након објављивања Вернон Тродона, Том 2.

## Писање романа
Вернон Тродон је осми роман Виржини Депант. Ауторка је рекла да јој је пала на памет идеја да напише овај роман видевши "да се људи око ње нађу у тешким ситуацијама када достигну педесете". Настоји да представи "све друштвене класе" тренутног француског друштва које се квалификује као "тужно И депресивано".
Име главног јунака, Тродон, односи се на трговачко име бупренорфина, супстанце која се користи за лечење зависности од опијата попут хероина. Верноново име односи се на један од псеудонима писца Бориса Виана: Вернон Суливан. 
Првобитно заказано за крај 2015. године - током дизајна трилогије, коју је њена ауторка желела да интегрише у календарску годину - писање трећег тома је трајало дуже него што је било предвиђено, одлажући његово објављивање за 2016. годину, а затим коначно за мај 2017. године.

## Радња
Вернон Тродон се враћа у Париз код зубара. Већ неко време око њега се формира заједница која долази да га слуша током тајних трансова под називом "конвергенције". Они иду од места до места, попут рејв журки и добијају екстатичне визије без узимања било каквих дрога, плешући уз музику коју свира Тродон и користи снимке Алекса Блича.
У Паризу Вернон посећује Чарлса, стару пијаницу коју је познавао док је живео на улици: његов партнер Веро му каже да је мртав и оставља им половину наследства, суму од милион евра добијену на лутрији. Вернон се враћа у камп и разговара о овој суми са осталим члановима заједнице, који почињу да се раздвајају због њене употребе. Остали сумњају да жели да све задржи за себе и Вернон нагло одлази и постаје путујући ДЈ. Конвергенције престају и заједница се раздваја.
У међувремену, продуцент Лаурент Допалет тражи освету за агресију коју су претрпели Аича и Целест. Мак, бивши менаџер Алекса Блича који има за циљ комерцијалну експлоатацију конвергенција, долази у контакт са Допалетом и проналази Целест у Барселони. Отео ју је и довео Допалет; претучена је, силована и остављена на милост и немилост насилнику, Хијена је на крају ослобађа са осталим чланови групе.
Како се клима замрачује у Француској погођеној нападима 2015. и 2016. године, Тродон се на крају мири са групом и конвергенције се настављају.
Мак контактира поремећену тинејџерку која се са своје стране наоружава и масакрира целу заједницу, пре него што Мак пуца у њу. Удружује снаге са Допалетом како би произвео успешну серију о историји конвергенција и Тродона, за који сви верују да је мртав. Убиства је преживела и Марциа, бразилска транс, с којом је Вернон једном имао аферу, и она га проналази у подземној железници, опет као пропалицу.
Тродон је живот завршио неколико деценија касније у тајности са Аичом. Крај романа приказује Тродонову секту као прве хришћане у будућности, поготово што ће Вернон Тродон бити виђен након његове претпостављене смрти, што даље подржава теорију Христовог гуруа. Следбеници секте прво су забрањени, прогоњени, а затим толерисани. Вековима касније, чини се да су Алекс Блич и Вернон Тродон отворили пут у људској души да повежу учеснике. Тродон је изградио религију.
У несумњиво најмрачнијем, али и најзаразнијем од три тома, ауторка је у критици друштва оштрија него икад. Приказана је сурова реалност из које нема бежања. Светлост на крају тунела једва је видљива.

## Адаптација
Серија у продукцији Canal+ и режији Кети Верни емитована је на јесен 2018. Romain Duris игра улогу Вернона Тродона, јунака романа.